# Soufiane Lahouassa
 (décembre 2018).
Si vous disposez d'ouvrages ou d'articles de référence ou si vous connaissez des sites web de qualité traitant du thème abordé ici, merci de compléter l'article en donnant les références utiles à sa vérifiabilité et en les liant à la section « Notes et références ».
Soufiane Lahouassa est un footballeur algérien né le 27 décembre 1980 à Boumerdès. Il évolue au poste de milieu de terrain.

## Biographie
Il évolue en Division 1 avec les clubs du CA Bordj Bou Arreridj, de l'US Chaouia, de l'OMR El Anasser, et du CA Batna.

## Palmarès
- Accession en Ligue 1 en 2006 avec l'OMR El Anasser.